# Базовый лагерь Джомолунгмы

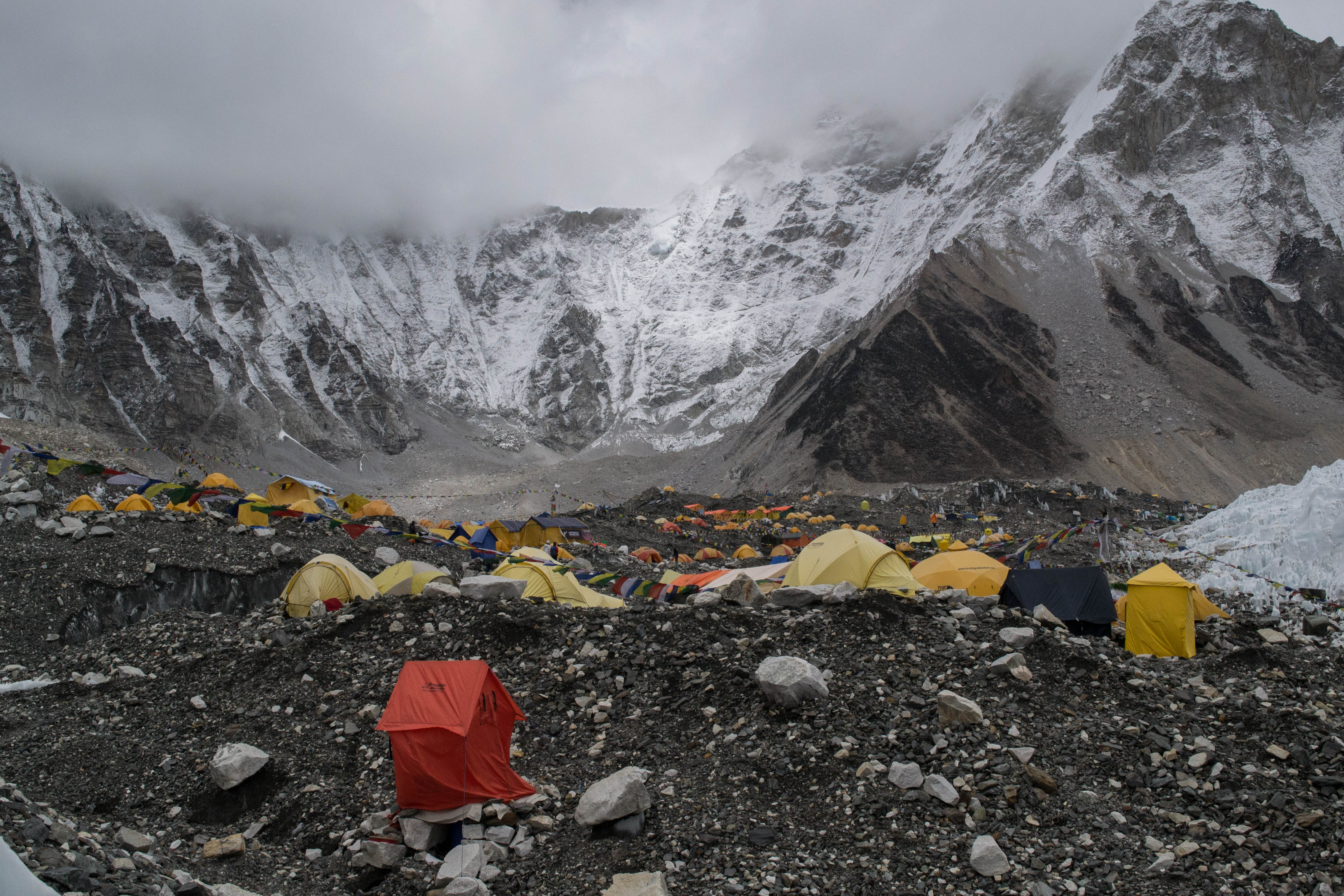
Южный лагерь

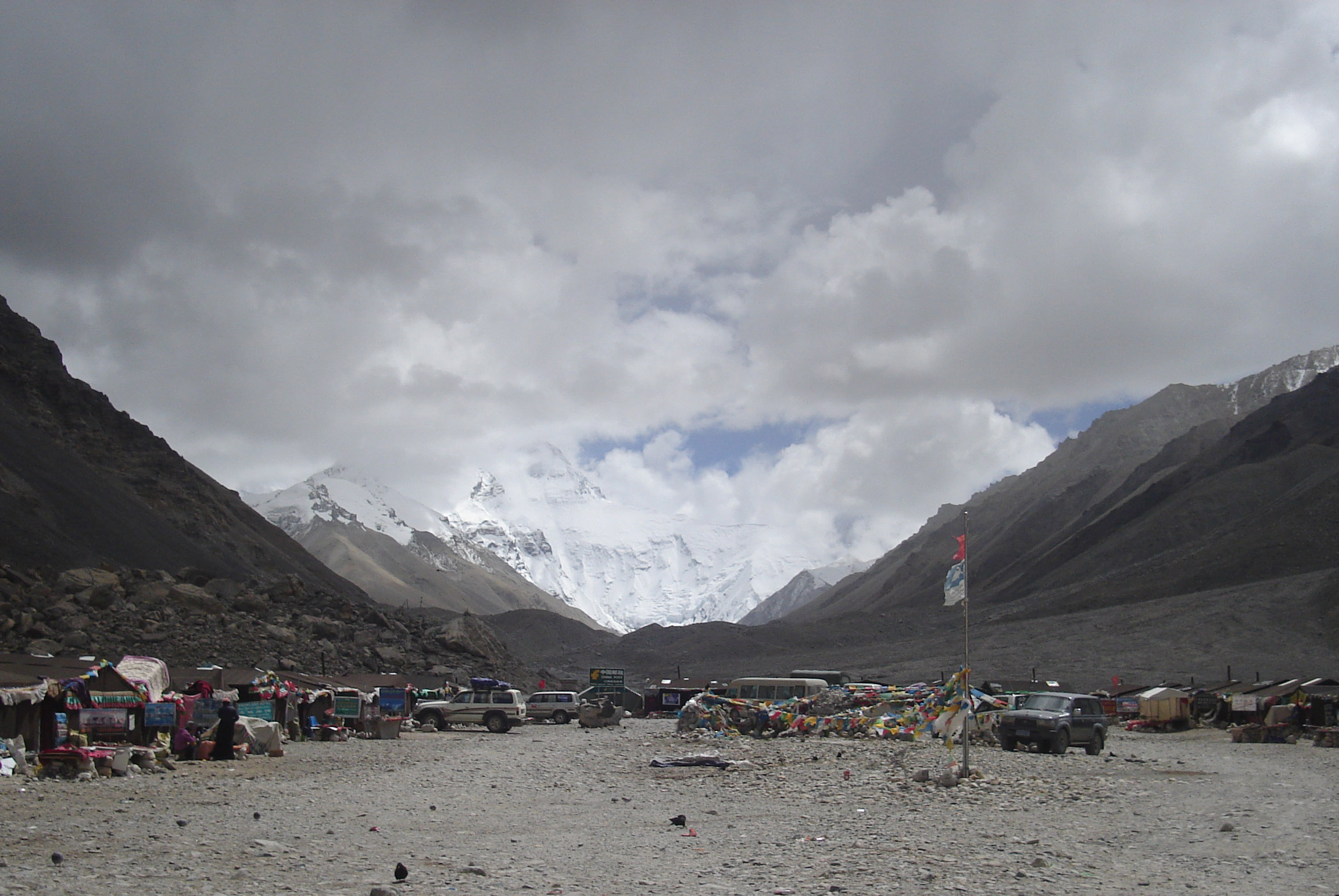
У Северного лагеря

Базовый лагерь Джомолунгмы (Эвереста) — одинаковое название двух альпинистских лагерей, которые расположены с разных сторон горы Джомолунгма в разных государствах. Южный находится на территории Непала на высоте 5364 метра над уровнем моря (28°00′26″ с. ш. 86°51′34″ в. д.), а северный — на территории Тибета (Китай) на высоте 5150 м. (28°08′29″ с. ш. 86°51′05″ в. д.). Эти лагеря являются главными опорными пунктами для альпинистов, отправившихся покорять высочайшую вершину Земли. Попасть в Южный лагерь можно только пешком или на вьючном животном (преимущественно яках), в северный имеет доступ автотранспорт. Отдых в лагере на протяжении нескольких дней является обязательным акклиматизационным мероприятием с целью предотвращения высотной болезни.
Южный лагерь является более популярным среди альпинистов, ежегодно в нём останавливаются несколько тысяч человек. Ближайший город, откуда сюда удобно добраться, — Лукла, оттуда туристы пешком отправляются в посёлок Намче-Базар вдоль одной из самых высокогорных и труднопроходимых рек мира Дудх-Коси, что обычно занимает два дневных перехода. Следующие два дня тратятся на переход до деревни Дингбоче, затем мимо высохшего дна озера Горакшеп.
По состоянию на 2010 год, посещение Северного лагеря требовало специального разрешения от Правительства Китая, как и посещение Тибета вообще. Для получения такого разрешения было необходимо взять напрокат транспорт, водителя и проводника в Лхасе. В отличие от Южного лагеря, до Северного можно подняться на автомобиле, для чего используется Шоссе Дружбы.